# Apsilochorema indicum
Apsilochorema indicum is een schietmot uit de familie Hydrobiosidae. De soort komt voor in het Oriëntaals en het Palearctisch gebied.